# Champsocephalus
Genre
Champsocephalus est un genre de poissons de la famille des Channichthyidae.

## Liste des espèces
- Champsocephalus esox (Günther, 1861)
- Champsocephalus gunnari Lönnberg, 1905  - poisson des glaces